# Compensateur (aéronautique)
Pour les articles homonymes, voir Compensateur.

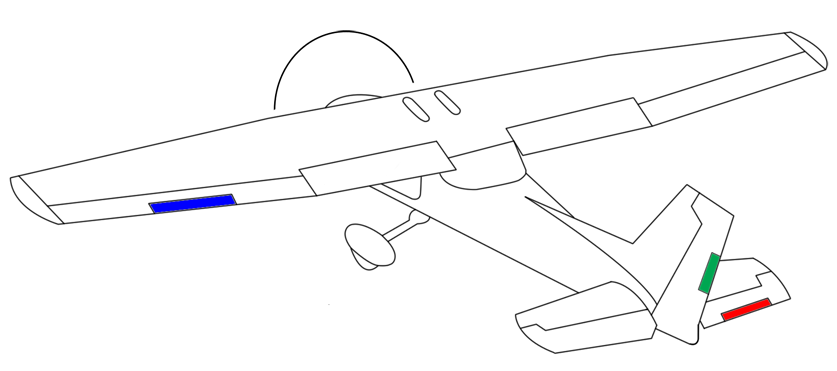
Des compensateurs typiques sur les ailerons, la gouverne de lacet et la gouverne de profondeur. Les compensateurs d'ailerons et de lacet ne sont pas très communs sur les avions d'entraînement légers.

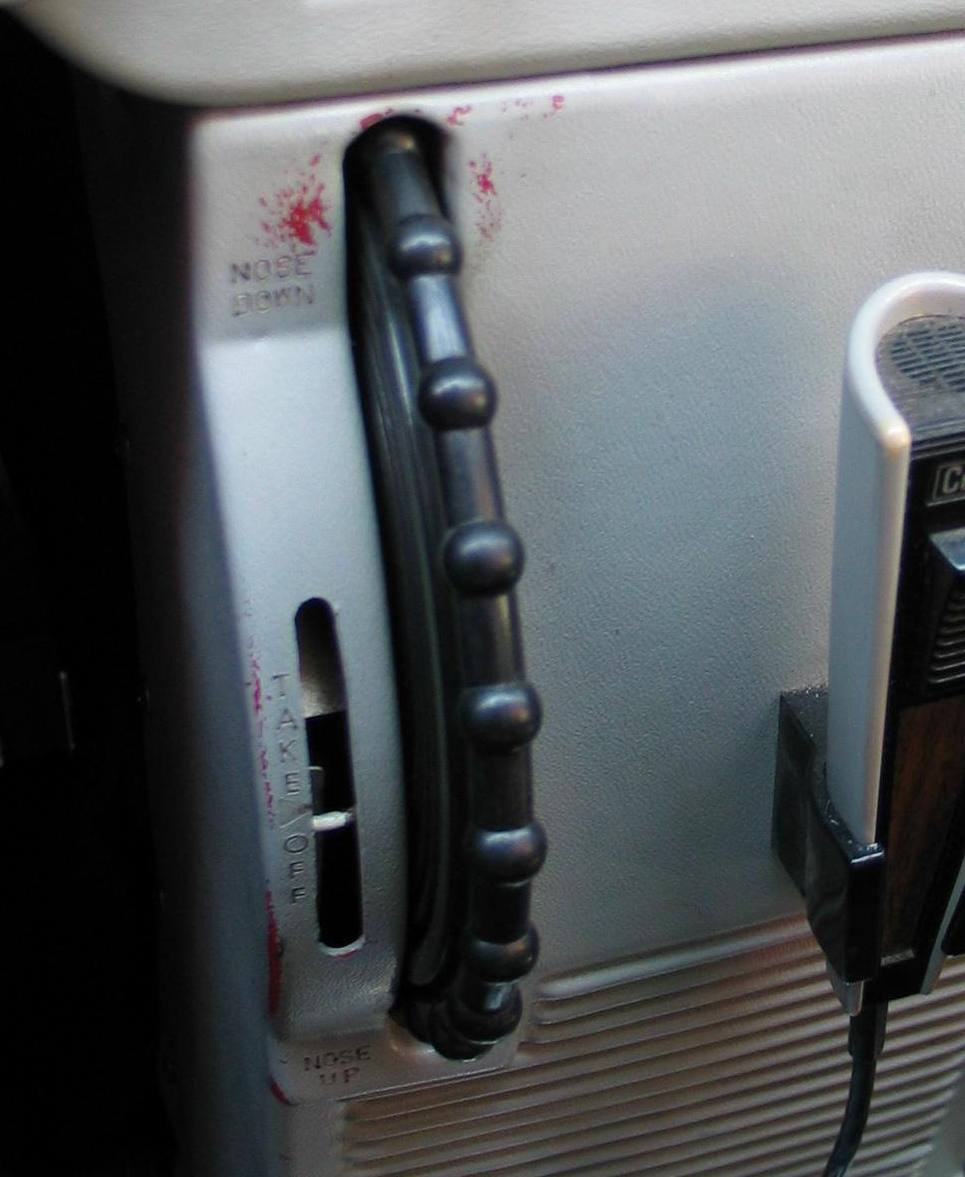
La console centrale d'un avion léger Cessna 172. La roue noire verticale avec les petites boules est le contrôle du compensateur de profondeur. Le déplacement vers le bas de cette commande entraîne une tendance à cabrer de l'avion. Le déplacement vers le haut tend à le faire piquer.

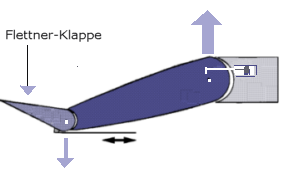
Compensateur aérodynamique.

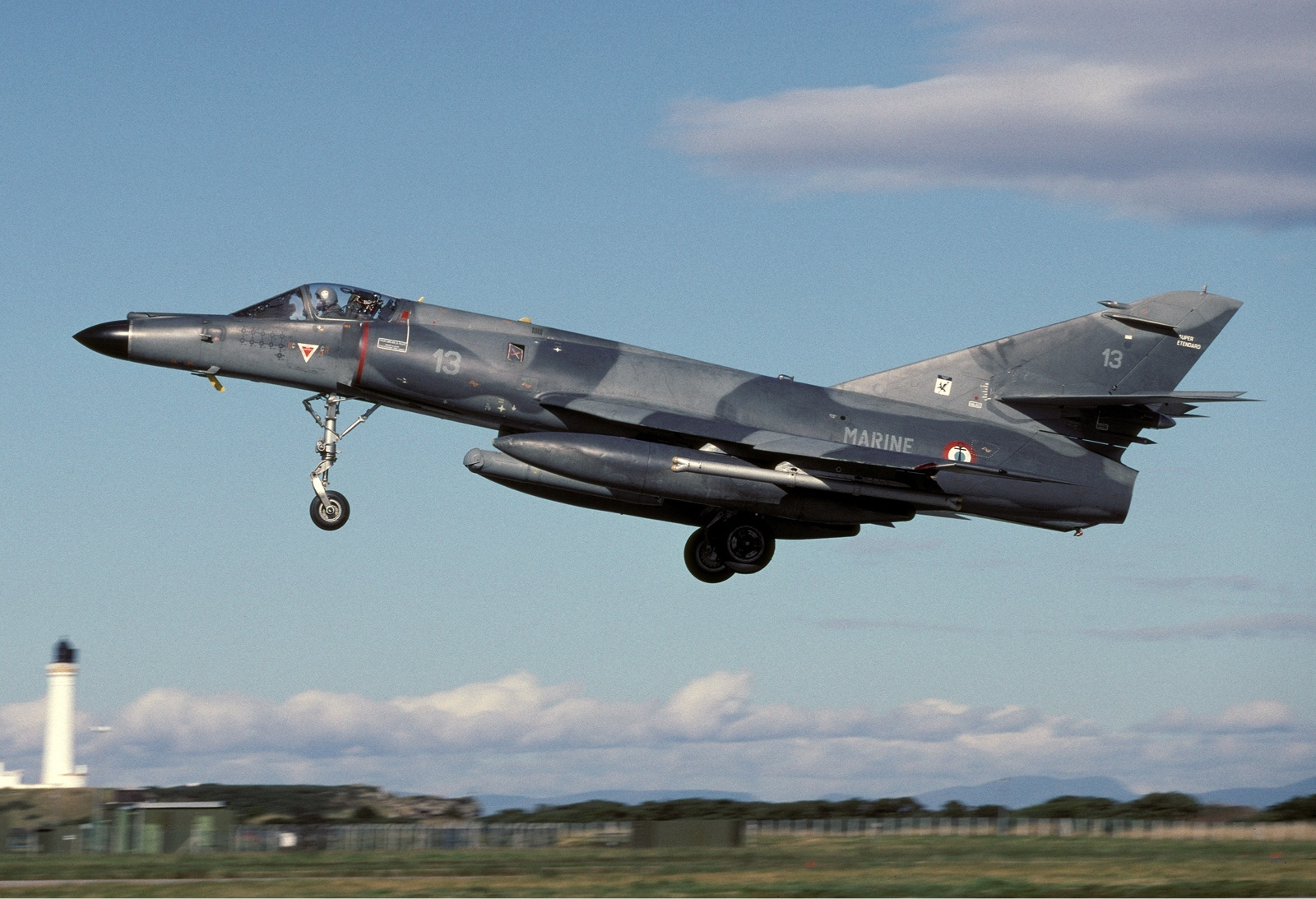
Sur le Dassault Super-Étendard, l'ensemble de la gouverne de profondeur est mobile. Les petits traits visibles devant donnent une idée de l'angle de la gouverne lorsqu'elle est au repos.

Un compensateur (ou « trim » en anglais) est un système aérodynamique ou mécanique qui permet de maintenir une gouverne (surface de contrôle) dans une position permettant l'équilibre de l'avion. 
Il ne faut pas le confondre avec l'amortisseur, en particulier l'amortisseur de lacet, qui a pour but de réduire les oscillations en roulis et lacet d'un avion en vol.

## Vol équilibré, effort au manche
- Lorsque le compensateur est correctement réglé, l'avion conserve son attitude dans l'air (assiette en tangage, inclinaison en roulis, dérapage en lacet) : les efforts au manche sont annulés, le pilote peut lâcher les commandes.
- Le compensateur peut servir également à créer un effort suffisant pour bien « sentir » le pilotage en évolutions (dans le cas des avions légers dont les commandes sont très légères, en tangage notamment).

## Compensation sur les trois axes
- En tangage : Le compensateur le plus courant (quasiment indispensable) est le compensateur de profondeur, qui sert à équilibrer l'appareil sur l'axe de tangage (tendance à piquer ou à cabrer). Pour une masse donnée, à chaque vitesse de vol correspond une incidence de vol et donc une position de la gouverne de profondeur. À chaque changement de vitesse, l'incidence change, ainsi il faut compenser à nouveau (ou trimer) pour garder cette nouvelle incidence. Le trim correspond à une incidence et donc une vitesse, pour une masse donnée de l'avion. Il est souvent marqué dans les manuels aéronautiques que le trim permet d'annuler l'effort au manche. Cela reste vrai mais ce n'est pas la fonction première du trim. La sensation d'annuler l'effort au manche permet surtout de vérifier si le trim est bien réglé.
- En roulis : Le compensateur d'ailerons sert à contrer l'inclinaison sur l'axe de roulis due à un chargement décentré et au couple inverse produit par l'hélice, lorsqu'il s'agit d'un avion à hélice(s).
- En lacet : Le compensateur de direction sert à contrer le couple en lacet dû au souffle hélicoïdal de l'hélice.

## Types de compensateurs
Le compensateur (ou trim) peut être :
- aérodynamique : une petite surface mobile dite volet Flettner (de), articulée près du bord de fuite de la gouverne ;
- mécanique : un ressort ajouté dans la chaîne de commande, dont la position neutre peut être réglée par le pilote pour équilibrer les efforts aérodynamiques sur la gouverne.

## Commande du compensateur
- Commande mécanique sous la forme de levier, molette ou de volant agissant sur le compensateur.
- Commande électrique (interrupteur, curseur) agissant sur un servo-moteur qui lui-même agit sur le compensateur.